# Закорење
Закорење је насељено место у општини Брестовац, у западној Славонији, Република Хрватска.

## Историја
До нове територијалне организације налазило се у саставу бивше велике општине Славонска Пожега.

## Становништво
Насеље је према попису становништва из 2011. године имало 187 становника.
| Националност       | 1991.        |
| Хрвати             | 225 (97,40%) |
| Срби               | 2 (0,86%)    |
| Југословени        | 1 (0,43%)    |
| остали и непознато | 3 (1,29%)    |
| Укупно             | 231          |